# Mesocrambus canariensis
Mesocrambus canariensis là một loài bướm đêm trong họ Crambidae.